# Plaine de la rivière Snake

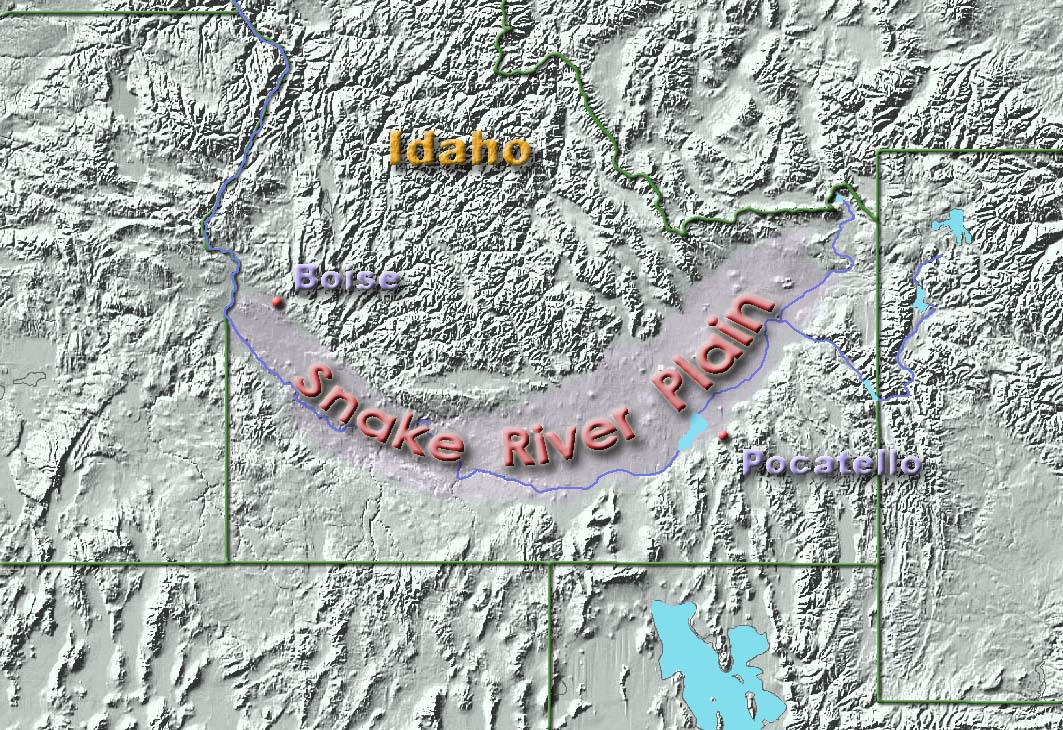
Plaine de la rivière Snake.

La plaine de la rivière Snake (en anglais : Snake River Plain) est une plaine située en grande partie dans l'État américain de l'Idaho. Elle s'étend sur 400 km d'est en ouest. Sa forme ressemble à un arc qui couvre environ 25 % de l'État de l'Idaho.

## Géologie
La plaine de la rivière Snake peut être divisée en trois zones d'ouest en est.
À l'ouest se trouve un rift d'origine tectonique comprenant plusieurs kilomètres de sédiments lacustres. Ces sédiments sont compris entre des couches composées de rhyolite et de basalte. La plaine commence à se former lors d'une éruption il y a 11 à 12 millions d'années qui rejette de la lave composée de rhyolite. La forme de la plaine ouest n'est pas parallèle à la direction de la plaque tectonique nord-américaine.
La plaine orientale est la conséquence du déplacement de la plaque tectonique nord américaine sur un point chaud de la croûte terrestre qui se situe actuellement sous le parc national de Yellowstone. La dépression topographique qui coupe en partie les chaînes montagneuses s'oriente selon le sens de déplacement de la plaque tectonique nord-américaine. Elle est composée en grande partie de basaltes provenant d'éruptions volcaniques. Sous le basalte, on retrouve également de la lave composée de rhyolite.
La partie centrale est semblable à la partie orientale à la différence de fines sections de sédiments provenant de lacs ou de rivières. Elle abrite le monument national Hagerman Fossil Beds. 
Les caldeiras d'Island Park et de Yellowstone se formèrent à la suite d'énormes éruptions volcaniques. D'autres volcans plus jeunes couvrent la plaine avec des coulées de lave de basalte comme le monument national Craters of the Moon National Monument.

## Effets sur le climat

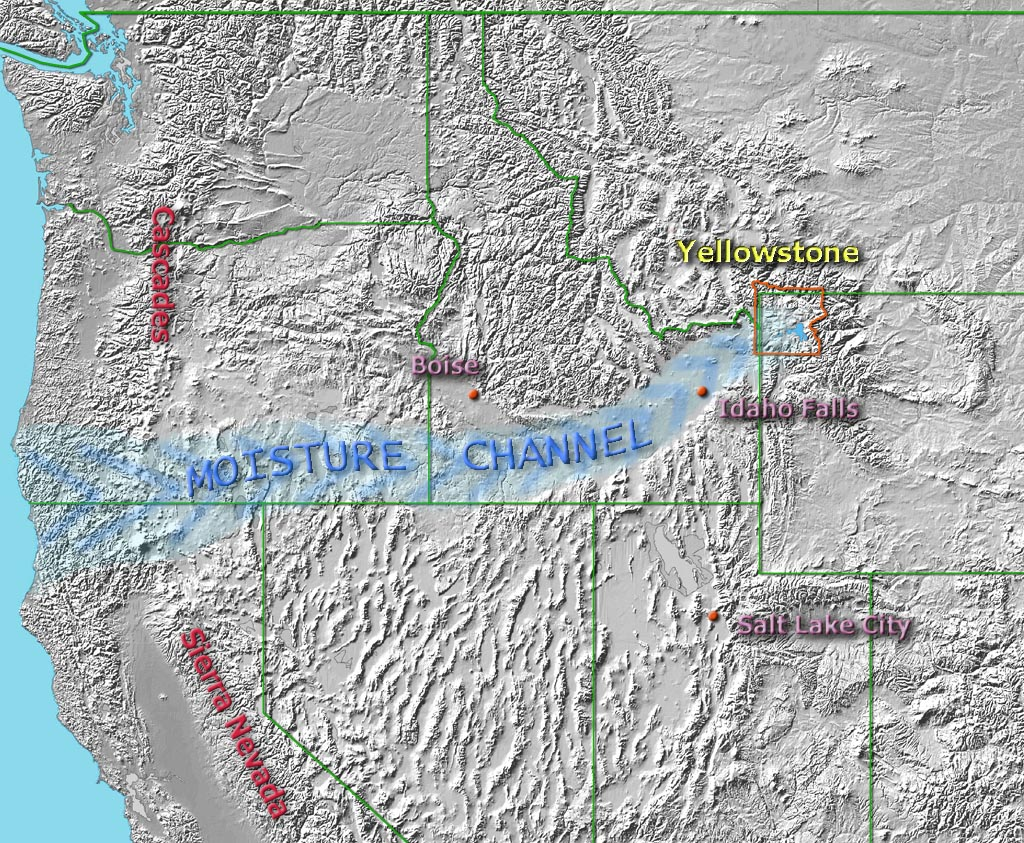
Carte du courant humide atteignant Yellowstone.

La plaine de la rivière Snake a un effet significatif sur le climat du parc national de Yellowstone et des régions limitrophes au sud et à l'ouest de celui-ci.
Le déplacement de la plaque tectonique sur le point chaud de Yellowstone a créé un passage de plus de 100 km de large à travers les montagnes Rocheuses, entre la chaîne des Cascades au nord et la Sierra Nevada au sud. L'absence de hautes montagnes facilite le passage d'un courant humide prenant naissance dans l'océan Pacifique et se déplaçant vers Yellowstone. Ce courant apporte à la région des précipitations sous forme de pluie ou de neige. Son climat se rapproche donc de celui de l'ouest des Rocheuses, alors que Yellowstone se situe à l'est de celles-ci.
Ce climat particulier permet l'apparition d'une faune et d'une flore qui n'existeraient pas sans cette humidité.